# El Carmen (Valencia)

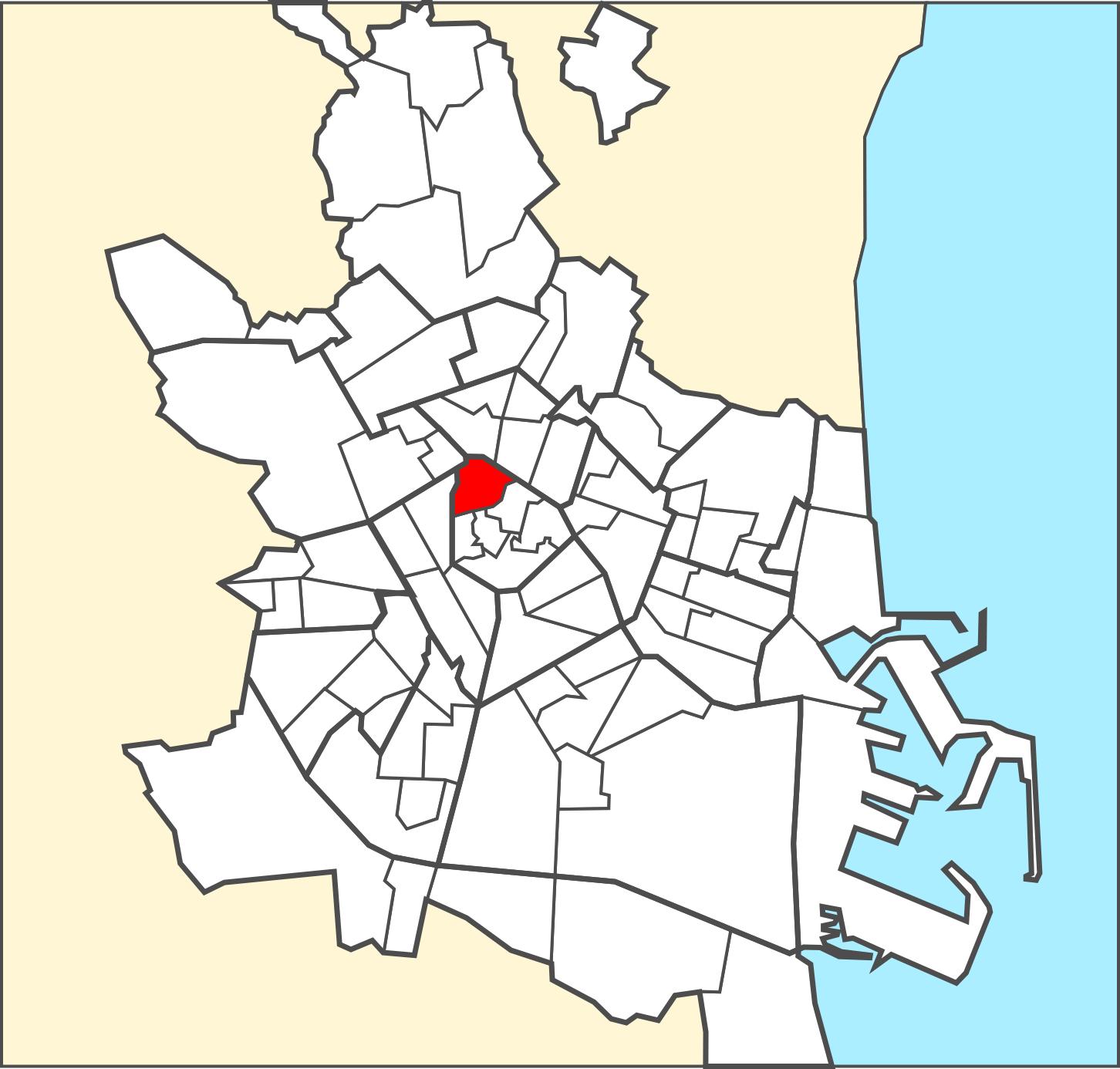
Ligging van de wijk El Carmen in Valencia

El Carmen is een van de oudste wijken van de Spaanse stad Valencia. De wijk is onderdeel van het district Ciutat Vella (oude stad), het historische centrum van Valencia. De wijk ontstond tussen de oude Arabische muur die in opdracht van Abd al-Aziz ibn Amir werd gebouwd in de 11e eeuw aan de oostzijde, en de nieuwere christelijke muur uit de 14e eeuw.

## Geschiedenis
In 1356 werd tijdens het bewind van Peter II van Aragón besloten tot nieuwe fortificatie van de stad, waarbij de oudere Arabische muur werd behouden als extra defensieve linie. In de loop van 1000 jaar was de wijk onder andere boomgaard, islamitische voorstad, bordelenwijk, thuisbasis van de middeleeuwse aristocratie, de plaats van kloosters en sinds de twintigste eeuw uitgaanscentrum voor jongeren.
De buurt dankt haar naam aan het klooster Carmen Calzado, waarvan de bouw in 1238 begon en dat in 1343 werd ingewijd.
Belangrijke historische gebouwen in El Carmen zijn:
- Torres de Quart
- Torres de Serrano
- Institut Valencià d'Art Modern
- Centro Cultural la Beneficencia
- Museo del Siglo XIX
- Portal de la Valldigna